# Osgar O’Hoisin
Osgar O’Hoisin (irisch Osgar Ó hOisín; * 3. September 1996 in Dublin) ist ein irischer Tennisspieler.

## Karriere
O’Hoisin kommt aus keiner Tennisfamilie und konnte in seiner Jugend kaum auf Unterstützung durch Tennis Irland hoffen, da die die finanzielle Unterstützung für den Tennissport beinahe komplett eingestellt haben. O’Hoisin spielte bis 2014 im Einzel etwa 60 Matches auf der ITF Junior Tour und erreichte Platz 508 in der Junioren-Rangliste. 2014 war O’Hoisin die irische Nummer 1 der Junioren. Zudem gewann er 2012 und 2015 den Titel der irischen Junioren-Meisterschaften.
Nach der Schule bemühte er sich um ein Studium in den USA. Er entschied sich für die University of Wisconsin-Madison, wo er auch College Tennis spielte. Nach vier Jahren schloss er 2019 das Studium mit dem Bachelor ab.
Erst ab 2021 stieg der Ire in den regelmäßigen Turnierbetrieb ein. Im Einzel gelang ihm 2021 und 2022 dreimal der Einzug in das Halbfinale eines Turniers der drittklassigen ITF Future Tour, was ihm sein Karrierehoch von Platz 732 im Einzel bescherte. Gute Resultate blieben seitdem aus, sodass er wieder Positionen verlor. Im Doppel erreichte O’Hoisin sechsmal das Finale eines Futures und blieb dort zweimal siegreich, wodurch er im Februar 2024 Platz 587 der Weltrangliste einnahm. Die einzige Teilnahme an der ATP Tour erfolgte Anfang 2024 in Dubai, als O’Hoisin zusammen mit seinem Landsmann Michael Agwi eine Wildcard für das Doppelfeld erhielt. Dort unterlagen sie Lloyd Glasspool und Jean-Julien Rojer. Auch auf der ATP Challenger Tour gewann er bei bislang drei Teilnahmen kein Match.
O’Hoisin ist seit 2018 regelmäßiges Mitglied der irischen Davis-Cup-Mannschaft, für die er eine Bilanz von 6:8 vorweist.